# Theodora Mead Abel
Theodora Mead Abel (* 9. September 1899 in Newport, Rhode Island; † 2. Dezember 1998 in Forestburgh, New York) war eine US-amerikanische klinische Psychologin und Pädagogin, die in ihrer Arbeit Soziologie und Psychologie verband.

## Biographie
Abel studierte am Vassar College (Bachelor of Arts, 1921), an der Columbia University (Master of Arts, 1924) und an der Universität Paris, wo sie 1923 ein Diplom in Psychologie erhielt. 1922 lernte sie auf einer Reise nach Polen ihren zukünftigen Ehemann Theodore Abel kennen. Nach ihrer Promotion an der Columbia University im Jahr 1925 unterrichtete sie an verschiedenen Institutionen, u. a. an der University of Illinois (1925–26), am Sarah Lawrence College (1929–33) und an der Manhattan Trade School for Girls. Von 1940 bis 1946 war sie Chefpsychologin des New York State Department of Mental Hygiene und von 1947 bis 1971 Leiterin der Psychoanalyse am New York City Post-graduate Center for Mental Health. 1971 zog Abel nach New Mexico, wo sie intensiv mit amerikanischen Ureinwohnern arbeitete. Sie wurde Leiterin der Familientherapie am Child Guidance Center in Albuquerque und eröffnete außerdem eine Privatpraxis.

## Werke
- The Subnormal Adolescent Girl (1940)
- Facial Disfigurement (1952)
- Psychological Testing in Cultural Contexts (1973)
- Culture and Psychotherapy (1974)